# Petropavlovsk (1864)
|  | For andre betydninger, se Petropavlovsk |
Det russiske panserskib Petropavlovsk blev påbegyndt i 1861 som en skruefregat på 5.212 tons. På samme tidspunkt var både Frankrig og Storbritannien gået i gang med at bygge panserskibe, som med ét slag gjorde de gamle træskibe forældede. I Rusland besluttede man derfor i 1862, at Petropavlovsk skulle bygges færdig som panserskib. Det bliver ofte omtalt som søsterskib til Sevastopol, men var højst en halvsøster, da det var noget bredere og havde mindre dybgang. Navnet henviser til byen Petropavlovsk-Kamtjatskij, grundlagt i 1740 under den 2. Kamtjatka-ekspedition.

## Tjeneste
Skibet hejste kommando i 1865, men kombinationen af træskib og pansring var imidlertid ikke specielt holdbar. I 1878 blev tømmeret betegnet som "usundt" og Petropavlovsk udgik af tjeneste omkring 1885.